# Лай Юктхат
Лай Юктха́т (кит. упр. 黎郁达, палл. Ли Юда; ? — 8 мая 1957) — южно-китайский футболист, игравший на позиции защитника. Выступал за команды «Саут Чайна» и «Чайнис» из Гонконга, а также национальную сборную Китайской Республики. Четырёхкратный победитель футбольного турнира Дальневосточных игр.

## Спортивная карьера

### Клубная
Лай Юктхат родился в уезде Синьхуэй провинции Гуандун. Окончил колледж Святого Павла в Гонконге. Юктхат играл за местный футбольный клуб «Саут Чайна», с которым в сезоне 1923/24 выиграл чемпионат Гонконга. По стилю игры Лай был жёстким и сильным игроком обороны, мог играть левого защитника или полузащитника.
В июле 1926 года он стал одним из сооснователей команды «Чайнис», где был назначен вице-капитаном. В составе клуба он трижды подряд выигрывал чемпионат Гонконга.

### Международная
В 1921 году его команда «Саут Чайна» получила право представлять сборную Китайской Республики на Дальневосточных играх. На турнире Лай сыграл только один матч, дебютировав 1 июня против сборной Японии. Встреча завершилась крупной победой его команды со счётом 4:1. Во втором матче на турнире китайцы победили Филиппины и стали победителями соревнований.
Юктхат был участником ещё на трёх Дальневосточных играх, на которых его команда неизменно побеждала на соревнованиях. В мае 1927 года Лай отправился в составе сборной под названием Китай XI в турне по Австралии, которое должно было продлиться четыре месяца, но из-за участия в Дальневосточных играх он покинул расположение этой команды в июле. В последний раз в составе сборной Китайской Республики он сыграл 31 августа 1927 года против сборной Филиппин.

## Личная жизнь
Лай Юктхат обучался в военной академии на острове Хуанпу. С 1935 года он преподавал в спортивном училище провинции Гуандун. После японо-китайской войны Лай работал начальником полиции на острове Шамянь в городе Гуанчжоу. В 1950-х годах вернулся в Гонконг, где и умер в больнице от рака в мае 1957 года.

## Статистика за сборную
| Китайская Республика | Китайская Республика | Китайская Республика |
| Год                  | Матчи                | Голы                 |
| -------------------- | -------------------- | -------------------- |
| 1921                 | 1                    | 0                    |
| 1923                 | 2                    | 0                    |
| 1925                 | 2                    | 0                    |
| 1927                 | 2                    | 0                    |
| Итого                | 7                    | 0                    |

## Достижения
- Чемпион Гонконга (4): 1923/24, 1927/28, 1928/29, 1929/30
- Победитель Дальневосточных игр (4): 1921, 1923, 1925, 1927